# Gmelina
Gmelina ist eine Pflanzengattung innerhalb der Familie der Lippenblütler (Lamiaceae). Die 31 Arten besitzen eine rein paläotropische Verbreitung.

## Beschreibung

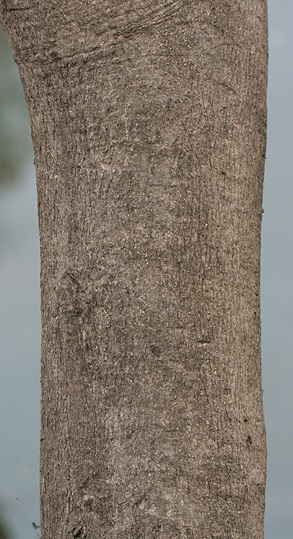
Borke von Gmelina arborea

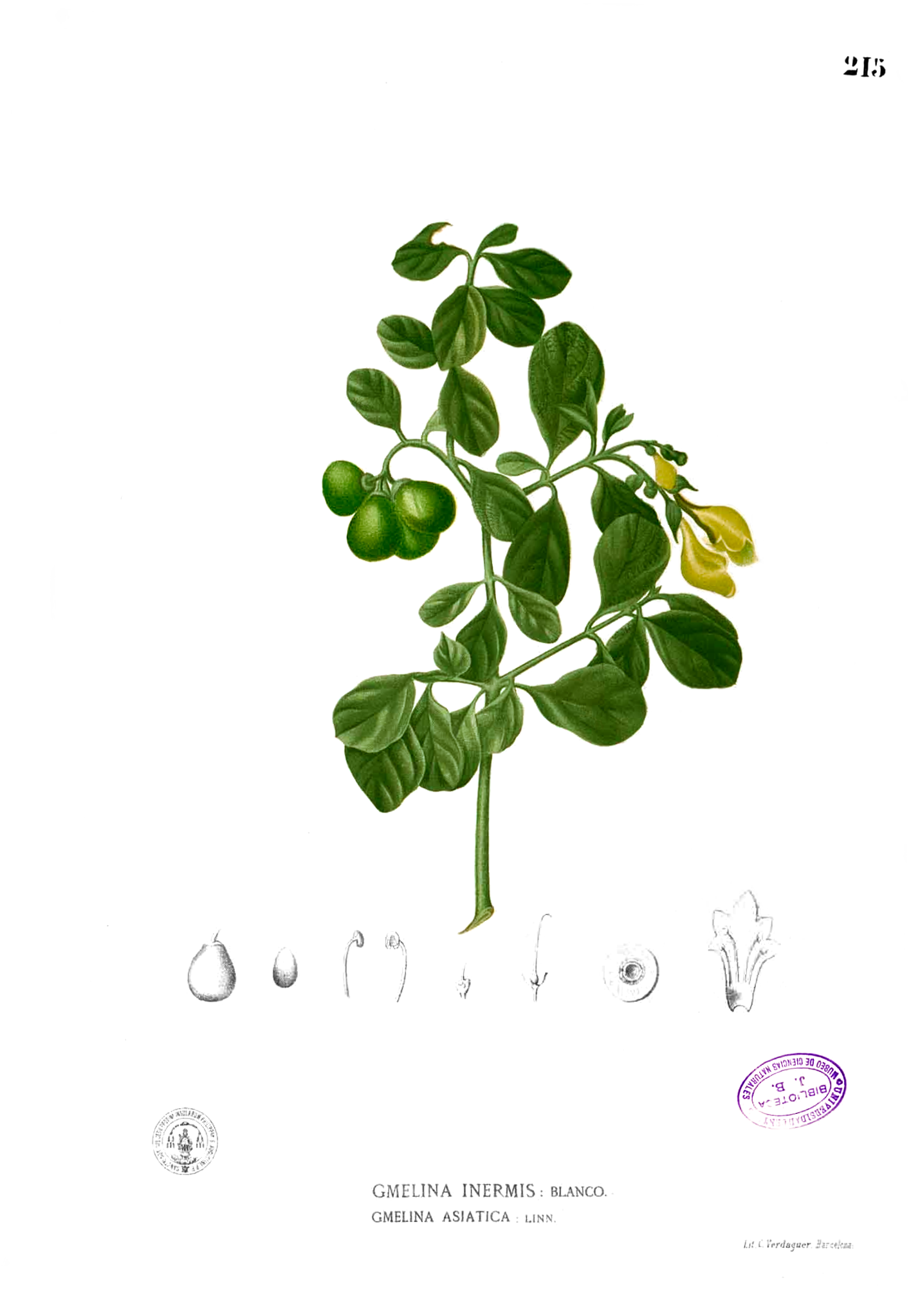
Illustration von Gmelina elliptica

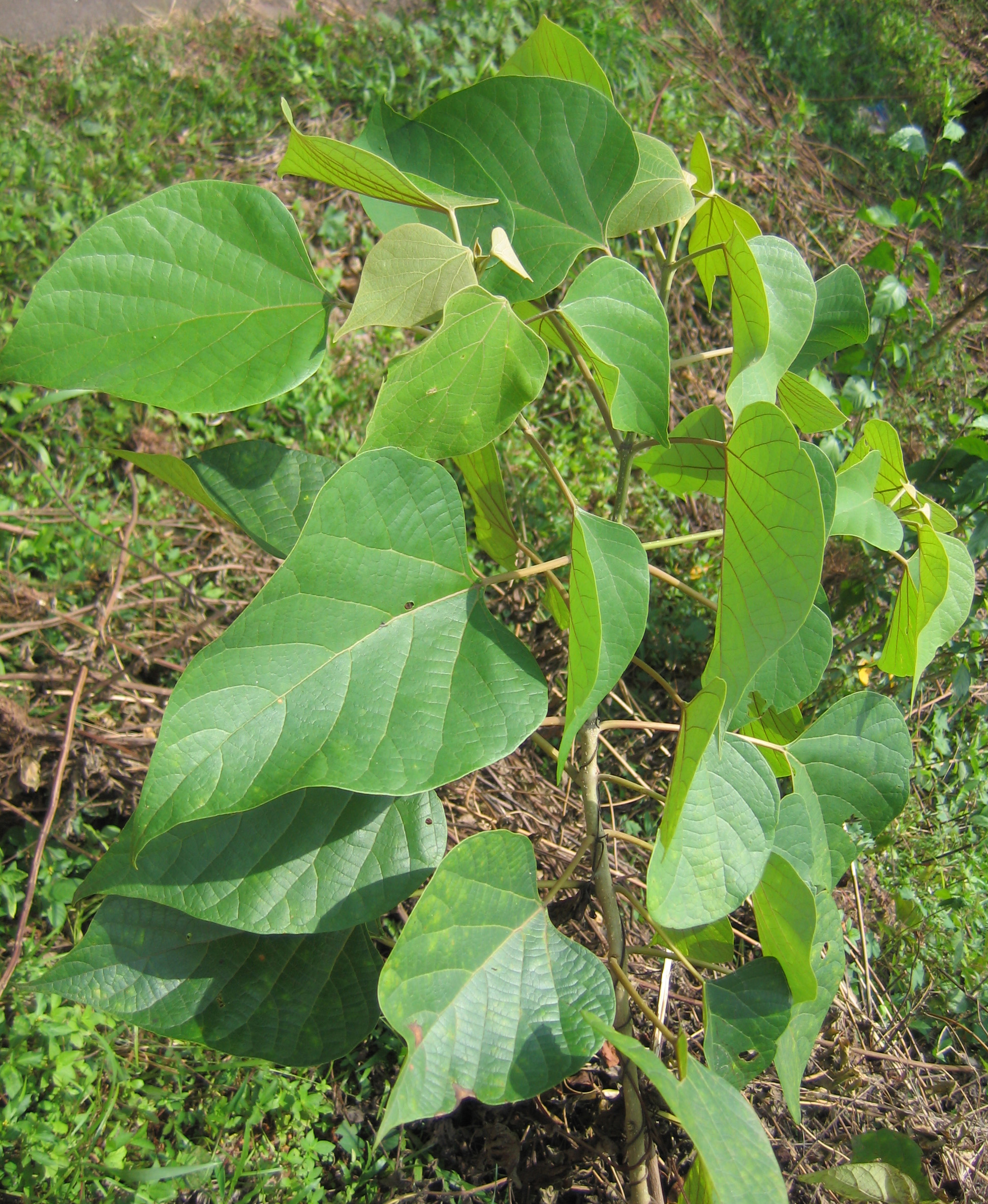
Laubblätter eines jungen Exemplars von Gmelina arborea

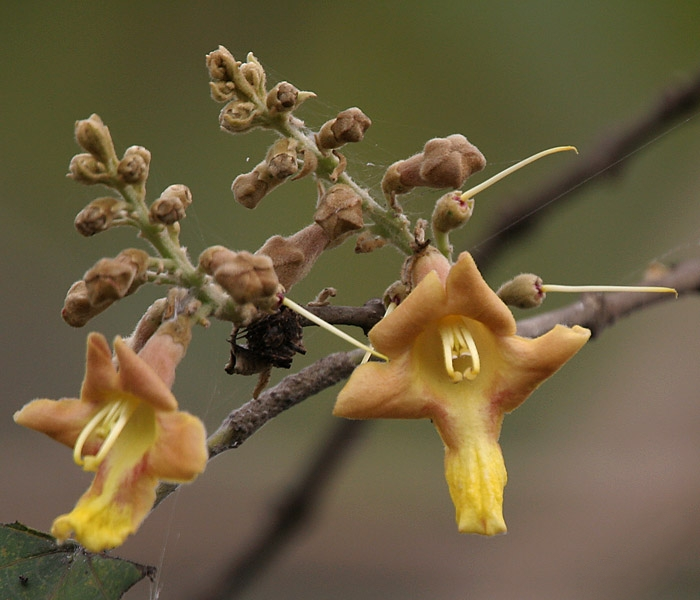
Blütenstand mit den zygomorphen Blüten von Gmelina arborea

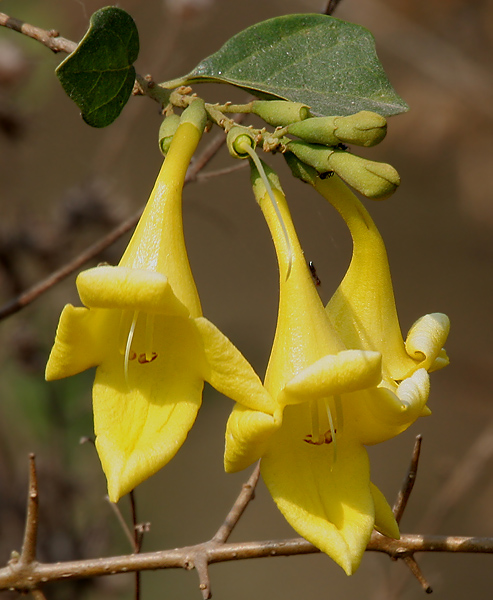
Blütenstand mit den zygomorphen Blüten von Gmelina asiatica

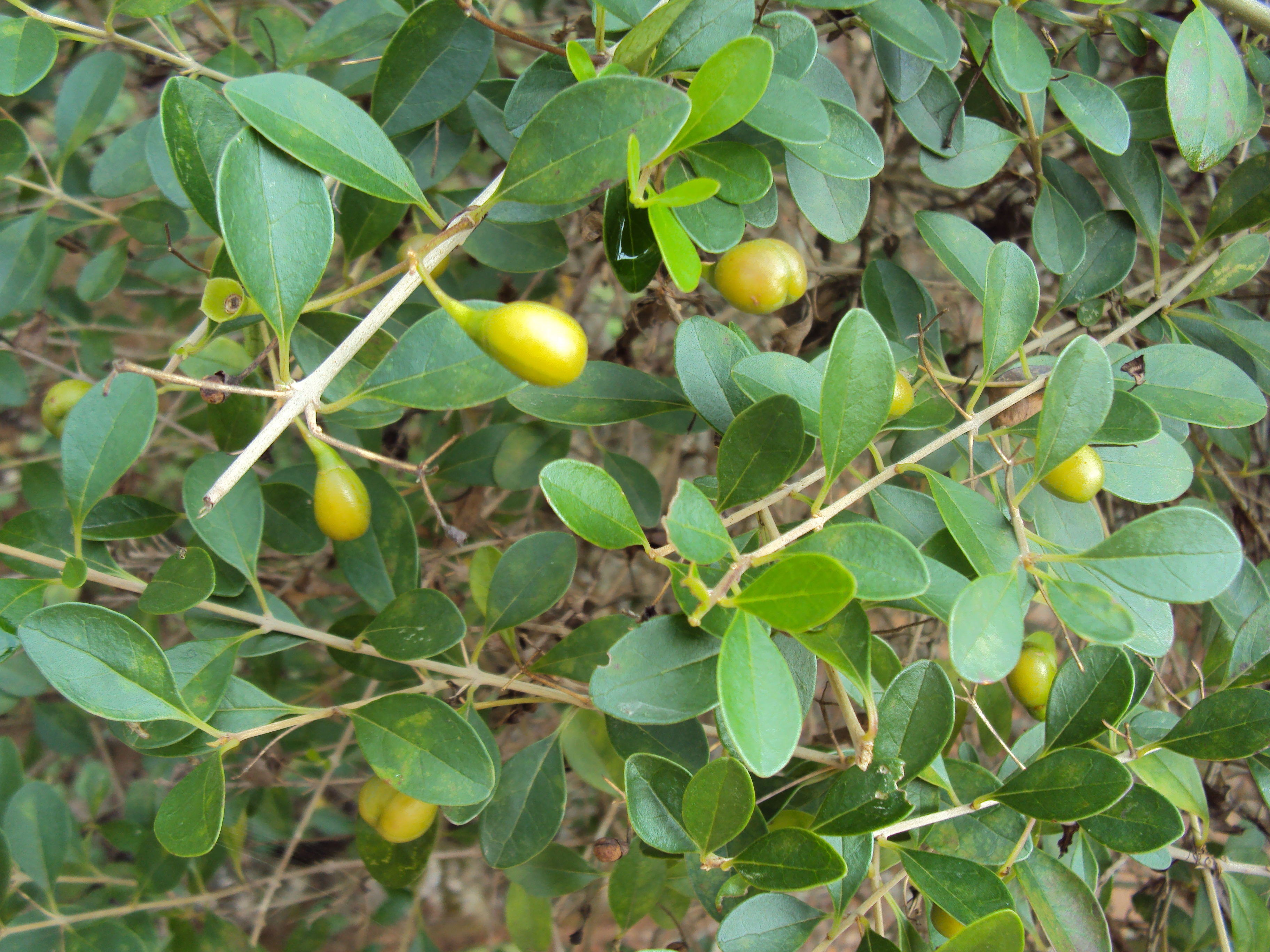
Steinfrüchte von Gmelina asiatica

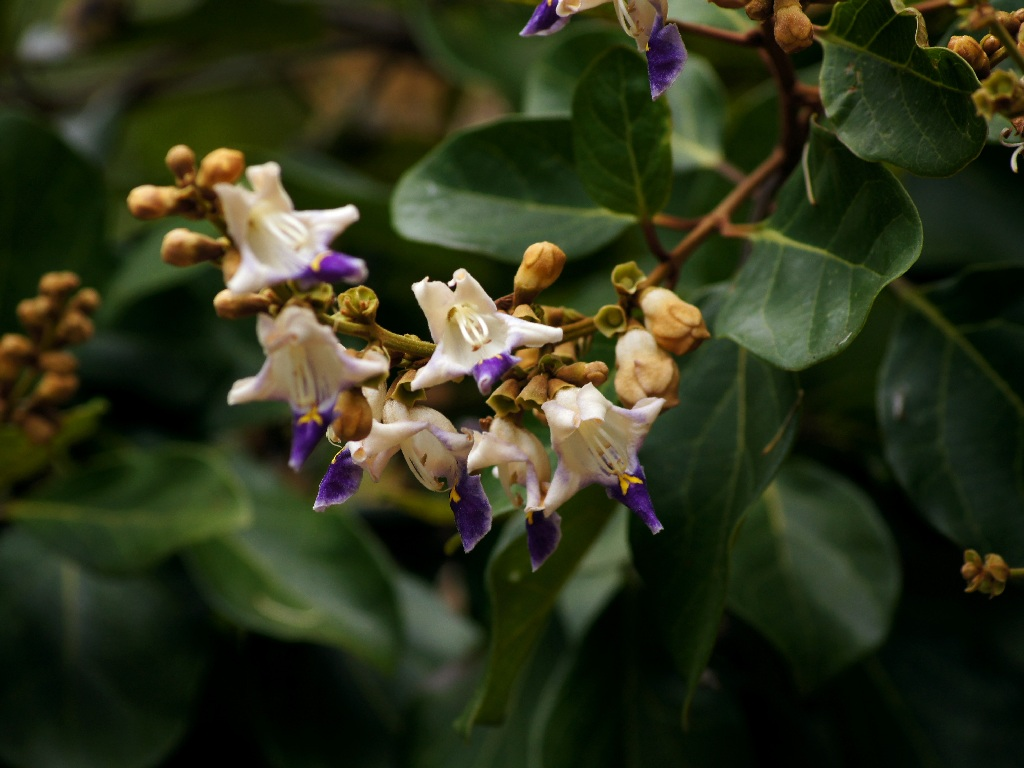
Blütenstand mit den zygomorphen Blüten von Gmelina fasciculiflora

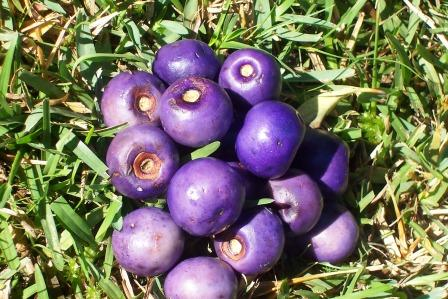
Steinfrüchte von Gmelina leichhardtii

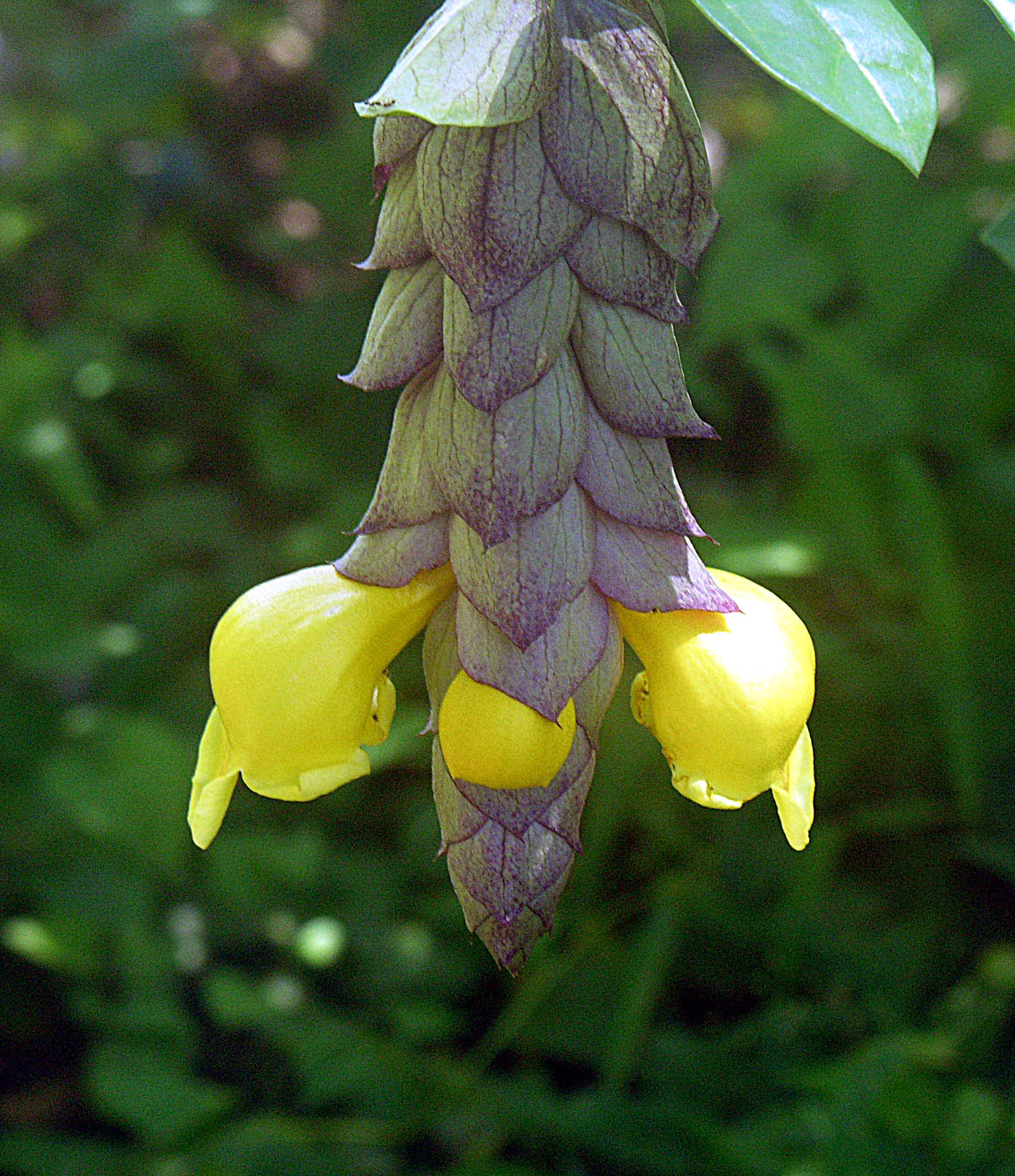
Blütenstand mit den zygomorphen Blüten von Gmelina philippensis

### Erscheinungsbild und Blätter
Gmelina-Arten wachsen meist als Bäume oder große Sträucher, selten Halbsträucher. Junge Exemplare wachsen oft kletternd. Einige Arten bilden Brettwurzeln. Die Borke der Stämme und Äste ist kahl oder mit einfachen Trichomen behaart. Die Rinde der oft bestachelten Zweige ist wollig behaart.
Die gegenständig an den Zweigen angeordneten Laubblätter sind in Blattstiel und Blattspreite gegliedert. Die einfachen Blattspreiten sind manchmal gelappt und besitzen oft nahe ihrer Basis drüsige Flecken. Die Blattunterseite ist oft mehlig grau.

### Blütenstände und Blüten
Auf endständigen Blütenstandsschäften stehen zusammengesetzte, reich verzweigte zymöse oder rispige Gesamtblütenstände aus kurzen Dichasien, die jeweils meist wenige Blüten enthalten. Die Tragblätter sind laubblattartig. Bei einigen Arten stehen die Blüten einzeln in den Blattachseln.
Die zwittrigen Blüten sind zygomorph mit doppelter Blütenhülle. Vier oder fünf haltbare Kelchblätter sind röhrig oder glockenförmig verwachsen und der oft schiefe Kelch endet gestutzt oder mit vier bis fünf oft ungleichen Kelchzähnen. Auf den Kelchblättern sind meist große Drüsen vorhanden. Die fünf Kronblätter sind zu einer Kronröhre verwachsen, die an der Basis eng ist und sich nach oben hin weitet. Die Krone ist mehr oder weniger zweilippig, wobei die Oberlippe zweilappig und die Unterlippe dreilappig ist. Der mittlere Kronlappen der Unterlippe ist größer als die seitlichen. Die vier Staubblätter überragen die Kronröhre höchstens ein wenig. Die Staubfäden sind im unteren Bereich der Kronröhre inseriert. Die Staubbeutel öffnen sich mit einem Längsschlitz. Die vier Fruchtblätter sind zu einem oberständigen, vierkammerigen Fruchtknoten verwachsen. Der fadenförmige Griffel endet in einer ungleich zweilappigen oder ahlenförmigen Narbe.

### Früchte und Samen
Auf den trockenen Steinfrüchten sind noch die vergrößerten Kelchblätter vorhanden. Das Endokarp ist hart und das Mesokarp fleischig. Die Steinfrüchte enthalten vier oder, weil sich nicht alle Samenanlagen weiterentwickeln, zwei oder drei Samen.

## Systematik
Die Gattung Gmelina wurde 1753 durch Carl von Linné in Species Plantarum, 2, S. 626 aufgestellt. Typusart ist Gmelina asiatica L. Der Gattungsname Gmelina ehrt den Botaniker Johann Georg Gmelin (1709–1755). Synonyme für Gmelina L. sind: Gmelinia Spreng. orth. var., Cumbulu Adans., Ephialis Sol. ex Seem.
Die Gattung Gmelina gehört zur Unterfamilie Viticoideae innerhalb der Familie der Lamiaceae, früher wurde sie in die Familie Verbenaceae gestellt.
Die Gattung Gmelina hat eine paläotropische Verbreitung. Alle Arten kommen natürlich nur vom indischen Subkontinent über das südliche China und Südostasien bis Malesien und ins nördliche Australien, außerdem auf einigen pazifischen Inseln vor. Beispielsweise im tropischen Afrika sind einige Arten Neophyten.
Die Gattung Gmelina enthält seit 2012 31, früher bis zu 35 Arten:
- Gmelina arborea Roxb. ex Sm. (Syn.: Gmelina rheedei Hook.): Sie kommt auf Sri Lanka, in Indien, Bangladesch, Pakistan, Myanmar, Thailand, Vietnam und im südlichen China vor.[8]
- Gmelina asiatica L. (Syn.: Gmelina parviflora Roxb., Gmelina parviflora Pers., Gmelina attenuata H.R.Fletcher, Gmelina paniculata H.R.Fletcher): Sie ist auf Sri Lanka, in Indien, Myanmar, Thailand, China und Vietnam verbreitet.[8]
- Gmelina australis de Kok: Sie wurde 2012 aus dem australischen Bundesstaat Northern Territory erstbeschrieben.[8]
- Gmelina basifilum de Kok: Die 2012 erstbeschriebene Art kommt auf Neuguinea und Neubritannien vor.[8]
- Gmelina chinensis Benth.: Sie kommt im südlichen China, in Laos und Vietnam vor.[8]
- Gmelina dalrympleana (F.Muell.) H.J.Lam: Sie kommt in Queensland und auf Neuguinea vor.[8]
- Gmelina delavayana Dop: Sie kommt nur in den chinesischen Provinzen Sichuan und Yunnan vor.[8]
- Gmelina elliptica Sm.: Sie kommt in Indien, Burma, Südchina, Vietnam, Thailand, Malaysia, Singapur, Indonesien und auf den Philippinen vor.[8]
- Gmelina evoluta (Däniker) Mabb.: Sie kommt in Neukaledonien vor.[8]
- Gmelina fasciculiflora Benth.: Sie kommt in Queensland vor.[8]
- Gmelina hollrungii de Kok (Syn.: Gmelina macrophylla Schumann): Sie kommt auf den Molukken, auf Neuguinea, in Australien und auf den Salomon-Inseln vor.[8]
- Gmelina lecomtei Dop: Sie kommt in Laos, Vietnam und in den chinesischen Provinzen Yunnan, Kwantung sowie Hainan vor.[8]
- Gmelina ledermannii H.J.Lam: Sie kommt auf Neuguinea vor.[8]
- Gmelina leichhardtii (F.Muell.) Benth.: Sie ist im östlichen Australien verbreitet.[8]
- Gmelina lepidota Scheff. (Syn.: Gmelina misoolensis Moldenke, Gmelina lepidota var. lanceolata Moldenke): Sie kommt auf den Molukken, auf Neuguinea und auf Neubritannien vor.[8]
- Gmelina lignum-vitreum Guillaumin: Diese bedrohte Art ist ein Endemit in Neukaledonien.[8]
- Gmelina magnifica Mabb.: Sie kommt in Neukaledonien vor.[8]
- Gmelina moluccana (Blume) Backer ex K.Heyne (Syn.: Gmelina macrophylla Wall. ex Schauer, Gmelina glandulosa Hallier f., Gmelina sessilis var. ramiflora Moldenke): Sie kommt auf den Molukken, auf Neuguinea sowie auf den Salomon-Inseln vor.[8]
- Gmelina neocaledonica S.Moore: Sie kommt in Neukaledonien vor.[8]
- Gmelina palawensis H.J.Lam: Es gibt zwei Unterarten:
  - Gmelina palawensis subsp. celebica (Moldenke) de Kok: Sie ist ein Endemit auf Sulawesi.[8]
  - Gmelina palawensis H.J.Lam subsp. palawensis: Sie ist ein Endemit auf den Palauinseln.[8]
- Gmelina papuana Bakh. (Syn.: Gmelina brassii Moldenke): Sie kommt auf Neuguinea vor.[8]
- Gmelina parnellii M.H.Rashid: Sie wurde 2014 aus Thailand erstbeschrieben.[8]
- Gmelina peltata de Kok: Sie kommt nur auf den Salomon-Inseln vor.[8]
- Gmelina philippinensis Cham. (Syn.: Gmelina asiatica Blanco nom. illegit. non Gmelina asiatica L., Gmelina inermis Blanco, Gmelina hystrix Schult. ex Kurz, Gmelina bracteata Burck, Gmelina szechwanensis K.Yao, Gmelina thothathriana A.Rajendran & P.Daniel): Sie kommt auf den Philippinen, in Kambodscha, Vietnam, Thailand und in der chinesischen Provinz Sichuan vor.[8]
- Gmelina racemosa (Lour.) Merr. (Syn.: Gmelina hainanensis Oliv. nom. invalid., Gmelina annamensis Do): Sie kommt auf den Hainan-Inseln, im südlichen China und in Laos, Thailand und Vietnam[8] vor.
- Gmelina salomonensis Bakh.: Sie ist auf den Salomon-Inseln endemisch.[8]
- Gmelina schlechteri H.J.Lam: Sie kommt auf Neuguinea vor.[8]
- Gmelina sessilis C.T.White & W.D.Francis: Sie kommt auf Neuguinea sowie Neubritannien vor.[8]
- Gmelina smithii Moldenke: Sie kommt auf Neuguinea vor.[8]
- Gmelina tholicola Mabb.: Sie kommt nur in Neukaledonien vor.[8]
- Gmelina uniflora Stapf: Sie kommt nur auf Borneo vor.[8]
- Gmelina vitiensis (Seem.) A.C.Sm.: Sie ist auf Fidschi endemisch.[8]

Seit 2012 nicht mehr zur Gattung Gmelina gehören:
- Gmelina indica Burm. f. → Flacourtia indica (Burm. f.) Merr.
- Gmelina siamica Moldenke → Wightia speciosissima (D.Don) Merr.
- Gmelina speciosissima D.Don = Gmelina tacabushia Buch.-Ham. ex D.Don → Wightia speciosissima (D.Don) Merr.

## Nutzung
Einige Arten (Gmelina asiatica, Gmelina elliptica, Gmelina philippinensis) werden als Zierpflanzen verwendet. Das Holz einiger Arten (Gmelina arborea) wird genutzt. Gmelina arborea wird zur Wiederaufforstung verwendet. Von einigen Arten wurden die medizinischen Wirkungen untersucht.